# ザ・スーパー忍II
『ザ・スーパー忍II』（ザ・スーパーしのびツー、英題：Shinobi III: Return of the Ninja Master）は、1993年7月23日に日本のセガから発売されたメガドライブ用横スクロールアクションゲーム。

## 概要
『ザ・スーパー忍』（1989年）の続編。『忍 -SHINOBI-』（1987年）から始まる同シリーズの第6作目にあたる。主人公のジョー・ムサシを操作し、世界征服を企む悪のシンジケート「NEO ZEED」の支配者シャドーマスターを倒して野望を阻止する。基本的なゲームシステムは前作を踏襲しているが、容量の増加などによりグラフィックや演出面が強化されている。
2004年にセガゲーム本舗の1作としてWindowsに移植された他、2007年にはWii用ソフトとしてバーチャルコンソールにて配信、2010年にはWindows用ソフトとしてSteamにて配信、2011年にはiOS用ソフトとして配信された。2013年にはニンテンドー3DS用ソフトとして『3D ザ・スーパー忍II』が発売された。その他、欧米ではPlayStation 2およびPlayStation Portable用ソフト『Sega Genesis Collection』（2006年）やPlayStation 3およびXbox 360用ソフト『Sonic's Ultimate Genesis Collection』（2009年）などのオムニバスソフトに収録された。

## ストーリー
正義の忍、ジョー・ムサシは、世界支配を企む悪のシンジケート「NEO ZEED」の首領とされていたマスクド忍者を倒した。だが、マスクド忍者は影武者であり、組織の真の支配者であるシャドーマスターは組織を立て直したうえで、再びムサシの命を狙う。

## ステージ構成
ラウンド1 ZEED復活
前半は森を進む。忍者やくの一、虚無僧、刀から衝撃波を放つサムライが現れる。
中ボスは金色のサムライ。壁に当たると反射する衝撃波を放つ。
後半は滝が流れる広大な鍾乳洞。
ボスはガードロブスター。前作、前々作にもボスとして登場した巨大な鎧武者。今作では四本腕で、刀で斬りつけてきたり、槍を構えて突進してくる。
ラウンド2 潜入
前半は草原を馬に乗って進む。巨大な凧から忍者が次々と襲ってくる。
中ボスは上忍“影”。分身を持つ黄色い装束を着た忍者で、頭上から槍を放ってくる。
後半は巨大な研究施設。エレベータに乗って進んで行く。銃を装備したサイボーグ兵などが登場。
ボスはマルク。脳を持つ生体メカ。飛行し、バリアを張ってこちらの攻撃を防いできたり、マシンガン、浮遊する炸裂弾、電撃による攻撃や、空間を歪ませムサシの左右の操作を逆にしてしまう能力を持つ。
ラウンド3 生体兵器
培養カプセルが並ぶ不気味な生体兵器工場。ここで生み出された異形のモンスター達がムサシに襲いかかる。
後半は地下処理場。アリジゴクのような生物に加え、ボスが遠距離からレーザーで狙ってくる。
ボスはハイドラ。非常に巨大なモンスターで、腕で攻撃してきたり、頭から肉片、口から強力なレーザーを放ってくる。
ラウンド4 破壊
前半は海の上をサーフボード状のメカに乗って進む。
中ボスは重装歩兵。パワードスーツで身を固めており、「邪」と漢字が描かれたシールドを装備し、機雷を放ったり、分裂する弾を放つ銃で攻撃してくる。
後半はメガフロート。足場の悪い場所が多く、パイプを伝って進む場面が多い。空を飛ぶ火炎忍者、羽忍者などが出現する。
ボスはフライングタンク（コードネーム“マサオ”）。巨大な飛行メカで、再び海の上で戦う。最初は重装備で水上から追尾ミサイル、キャノン砲で攻撃してくるが、キャノン砲が破壊されると空中を浮遊しながら第二形態に変形し、マシンガンや大きなエネルギー弾で攻撃してくる。
ラウンド5 電子の怪物
前半は燃える森の中を進んでいく。マシンガン、バズーカで攻撃してくる兵士、踏むと爆発する地雷地帯やガスタンクの足場などが登場。
中ボスは金色の重装歩兵。レーザー弾による攻撃の他、高速移動による体当たりを行う。
後半は広大なロボット工場。移動する足場に乗ったり、三角飛びを駆使する場面が多い。
ボスはメガザウルス。巨大な怪獣型のロボット。口から炎を吐いたり、弾を飛ばしてくる攻撃のほか、瓦礫を降らせてくる。
ラウンド6 罠
前半は上へ強制スクロールするステージで、八双飛びを駆使しつつ、敵を倒しながら、素早く岩の足場へ登っていかなければならない。
中ボスはカルラ。仮面を着けた烏天狗を思わせる姿をしており、空を飛びながら薙刀による攻撃の他、姿を消して体当たりしてくる。
後半はからくり屋敷。迷路のようになっており、多くの部屋や扉、トラップが存在し、正しいルートを進まないとボスのいる部屋へとたどり着けない。
ボスは白獅子。前作のラストボスであるマスクド忍者のクローンで、本物より派手な歌舞伎役者風の格好をしている。最初は隠し扉を使い移動しつつ、分身と共に髪を振り回して針を飛ばしてくる。本体に一定のダメージを与えると攻撃パターンを変え、多方向に針を飛ばす、ムサシを追尾する扇子を放つ、部屋内のトラップを作動させるなど多彩な攻撃を仕掛けてくる。
ラウンド7 対決
シャドーマスターの空中戦艦が舞台。前半は浮遊する小型メカや、砲台を破壊しながら進んでいく。
後半は艦内に侵入。敵は登場しないが、至る所に流れる電流や、沈んでいく足場など、多彩で難関なトラップがムサシを待ち受ける。
ボスはシャドーマスター。サイボーグのような風貌の忍者で、最初は瞬間移動を使い手裏剣や飛び蹴りで攻撃してくるが、一定のダメージを受けると真の力を解放し、エネルギー弾を連射したり、ガード不能の巨大な弾を放つ、無数のエネルギー弾を頭上から降らせてくるなど強力で多彩な攻撃を行う。攻撃系の忍術を使うと瞬間移動で回避することもある。

## 他機種版
| No. | タイトル                                                                                         | 発売日                                           | 対応機種                                           | 開発元                 | 発売元         | メディア | 型式                                                                           | 備考                                                 |
| --- | ------------------------------------------------------------------------------------------------ | ------------------------------------------------ | -------------------------------------------------- | ---------------------- | -------------- | --- | ------------------------------------------------------------------------------ | ---------------------------------------------------- |
| 1   | セガゲーム本舗 ザ・スーパー忍II                                                                  | 2004年4月16日                                    | Windows                                            | メガソフト             | メディアカイト | CD-ROM | -                                                                              |                                                      |
| 2   | Sega Genesis Collection Sega Mega Drive Collection                                               | 2006年11月16日 2007年2月2日                      | PlayStation 2 PlayStation Portable                 | Digital Eclipse        | セガ           | PS2:DVD-ROM PSP:UMD | PS2: SLUS-21542 SLES-54333 PSP: ULUS-10192 ULES-00556                          |                                                      |
| 3   | ザ・スーパー忍II Shinobi III: Return of the Ninja Master                                         | 2007年7月3日 2007年8月20日 2007年8月3日          | Wii                                                | メガソフト             | セガ           | ダウンロード | MBFJ MBFE MBFP                                                                 | 日本では2019年1月31日配信・販売終了。                |
| 4   | Sonic's Ultimate Genesis Collection SEGA Mega Drive Ultimate Collection                          | 2009年2月10日 2009年2月20日                      | PlayStation 3 Xbox 360                             | Backbone Entertainment | セガ           | Blu-ray Disc DVD-ROM | PS3: BLUS-30259 BLES-00475 XB360: 68034 384-40210                              | 日本国内未発売、日本用機器でも動作は可能             |
| 5   | Shinobi III: Return of the Ninja Master                                                          | 2010年6月1日                                     | Windows                                            | メガソフト             | セガ           | ダウンロード (Steam) | -                                                                              |                                                      |
| 6   | Sega Genesis Classic Collection - Gold Edition Sega Mega Drive Classic Collection - Gold Edition | 2011年3月15日 2011年3月18日                      | Windows                                            | セガ                   | セガ           | DVD-ROM | -                                                                              |                                                      |
| 7   | Sega Genesis Classic Collection                                                                  | 2011年3月25日                                    | Windows                                            | セガ                   | セガ           | ダウンロード (Steam) | -                                                                              |                                                      |
| 8   | ザ・スーパー忍II Shinobi III: Return of the Ninja Master                                         | 2011年1月25日 2011年1月28日                      | iPhone iPod touch (iOS)                            | Smashing Studios       | セガ           | ダウンロード | 415942619                                                                      |                                                      |
| 9   | 3D ザ・スーパー忍II 3D Shinobi III                                                               | 2013年8月7日 2013年12月19日                      | ニンテンドー3DS                                    | エムツー               | セガ           | ダウンロード （セガ3D復刻プロジェクト）                                                                                  | CTR-JSNJ-JPN CTR-JSNE-USA CTR-JSNP-EUR                                         |                                                      |
| 10  | セガ3D復刻アーカイブス                                                                           | INT 2014年12月18日                               | ニンテンドー3DS                                    | セガ エムツー          | セガ           | 3DSカード ダウンロード                                                                                                   | -                                                                              |                                                      |
| 11  | Sega Genesis Classics                                                                            | 2018年5月29日 Switch 2018年12月7日 2018年12月6日 | Linux macOS PlayStation 4 Xbox One Nintendo Switch | d3t セガ               | セガ           | ダウンロード (Steam、PlayStation Store、 Microsoft Store、 ニンテンドーeショップ) BD-ROM Nintendo Switch専用ゲームカード | PS4: CUSA-10828 CUSA-09771 XBO: INL-SE10663080 Switch: HAC-P-AQGKB HAC-P-AQGKA |                                                      |
| 12  | Shinobi III: Return of the Ninja Master                                                          | 2019年10月4日 2019年9月19日                      | メガドライブ ミニ                                  | エムツー               | セガゲームス   | プリインストール | -                                                                              | 本体にあらかじめ収録されている42タイトルの中の一つ。 |
| 13  | セガ メガドライブ for Nintendo Switch Online                                                     | 2021年10月26日                                   | Nintendo Switch                                    | 任天堂 エムツー        | 任天堂         | ダウンロード | -                                                                              |                                                      |

Microsoft Windows版
- 2004年にメディアカイトで展開していたセガゲーム本舗シリーズの1作として発売された。

Wii（バーチャルコンソール）版
- 2007年7月3日からバーチャルコンソール対応として配信。上記の表に記載した通り2019年1月31日をもって配信・販売は終了している。

ニンテンドー3DS版
- 2013年8月7日よりダウンロード専売ソフトとして配信中。初の携帯ゲーム機移植にしてセガの「3D復刻プロジェクト」第7弾タイトルでもあり、裸眼立体視に対応している。
- 2014年12月18日発売された『セガ3D復刻アーカイブス』にも収録。

また、海外でPS2およびPSPで発売された『Sega Genesis Collection』や、PS3、Xbox 360で発売された『Sonic's Ultimate Genesis Collection』に収録されたほか、2019年にセガが世界同時発売する復刻系ゲーム機・メガドライブ ミニにプリインストールされる42作品の一つとして移植・収録された（北米・ユーロ圏のみ。日本・アジア圏では代わりに前作『ザ・スーパー忍』を収録）。

## スタッフ
- ディレクター：伊藤知行、松橋武
- プログラマー：青木司、矢島利明、大井章雄
- グラフィック・デザイナー：岩沢一之、荻窪勝彦、平間広行、森屋英明、原正憲
- 音楽、効果音：長尾優進、村崎弘史、秋山森彦
- 企画：なかざわなおひさ
- スーパーバイザー：大場規勝
- プロデューサー：高見富夫、兼安時紀
- スペシャル・サンクス：淵上和男、おかのいさお、みのわやすお、梅田浩二、岩下剛二、大場洋、神子敏康、寺沢彰、柳堀貴之、吉田雄介

## 評価
- ゲーム誌『ファミコン通信』の「クロスレビュー」では6・5・7・7の合計で25点（満40点）になっている [18]。

- ゲーム誌『メガドライブFAN』の読者投票による「ゲーム通信簿」での評価は以下の通りとなっており、22.9点（満30点）となっている[25]。また、1998年に刊行されたゲーム誌『超絶 大技林 '98年春版』（徳間書店）では、基本的なゲームシステムが前作から継承されている事を指摘した上で「ダッシュや三角飛びが使えるようになるなど、アクション面では数々のパワーアップが図られている」と肯定的に評価した[25]。

| 項目 | キャラクタ | 音楽 | お買得度 | 操作性 | 熱中度 | オリジナリティ | 総合 |
| 得点 | 4.1        | 3.7  | 3.9      | 4.0    | 3.8    | 3.4            | 22.9 |

- ゲーム本『メガドライブ大全』（2004年、太田出版）では、動きが滑らかになった事やダッシュや飛び蹴りなどの新たなアクションが追加された事を指摘した上で、「並みのアクションゲームをはるかに凌ぐ面白さだ」と絶賛した[26]。一方で前作にあった遊び心が減少した事や和風のBGMではなくなった事を挙げ、「フツーの忍者ものになって寂しいかも」と演出面に関しては疑問を呈した[26]。

- Game Watchの遠藤浩之はメガドラミニ収録版について、難易度は高いものの、本作のゲームバランスは「試行錯誤を繰り返す中で、うまくいった時の達成感を味わえる」理想的なものだったと評価している[27]。

## 忍シリーズ一覧
- 忍 -SHINOBI-（1987年、アーケード）
- ザ・スーパー忍（1989年、メガドライブ）
- シャドーダンサー（1990年、アーケード & メガドライブ）
- The Cyber Shinobi（1990年、セガ・マスターシステム）※
- The GG忍（1991年、ゲームギア）
- The GG忍2（1992年、ゲームギア）
- ザ・スーパー忍II（1993年、メガドライブ）
- 新・忍伝（1995年、セガサターン）
- The Revenge of Shinobi（2002年、ゲームボーイアドバンス）※
- Shinobi（2002年、PlayStation 2）
- Kunoichi -忍-（2003年、PlayStation 2）
- Shinobi 3D（2011年、ニンテンドー3DS）

※・・・日本国内未発売